# Новый Мир (Симферопольский район)
Но́вый Мир (укр. Новий Мир, крымскотат. Novıy Mir, Новый Мир) — село в Симферопольском районе Республики Крым, входит в состав Родниковского сельского поселения (согласно административно-территориальному делению Украины — Родниковского сельского совета Автономной Республики Крым).

## Население
| 1989 | 2001 | 2014 |
| ---- | ---- | ---- |
| 368  | ↗413 | ↗421 |

Всеукраинская перепись 2001 года показала следующее распределение по носителям языка
| Язык             | Процент |
| ---------------- | ------- |
| русский          | 64,89   |
| украинский       | 17,92   |
| крымскотатарский | 17,19   |

## Современное состояние
В Новом Мире 7 улиц, площадь, занимаемая селом, 28 гектаров, на которой в 130 дворах, по данным сельсовета на 2009 год, числилось 403 жителя.

## География
Село Новый Мир расположено в центре района, в степной зоне Крыма, примерно в 20 километрах (по шоссе) на северо-запад от Симферополя, на автодороге 35К-004 Симферополь — Евпатория (по украинской классификации P-25), ближайшая железнодорожная станция Симферополь Грузовой — примерно в 9 километрах, высота центра села над уровнем моря — 145 м. Соседние сёла: вплотную примыкающие (южнее, на другой стороне шоссе) Родниково, и с севера Курганное. В двух километрах по трассе в сторону Евпатории находится посёлок Школьное.

## История
Судя по имеющимся данным, селение возникло между 1924 годом, поскольку на карте Крымского Центрального Статистического Управления за тот год его ещё нет, и 1926-м, когда, согласно Списку населённых пунктов Крымской АССР по Всесоюзной переписи 17 декабря 1926 года, в селе Новый Мир, Такил-Джабанакского сельсовета Симферопольского района, числилось 5 дворов, все крестьянские, население составляло 24 человека, все русские. В 1944 году, после освобождения Крыма от фашистов, 12 августа 1944 года было принято постановление № ГОКО-6372с «О переселении колхозников в районы Крыма» и в сентябре 1944 года в район приехали первые новоселы (214 семей) из Винницкой области, а в начале 1950-х годов последовала вторая волна переселенцев из различных областей Украины. С 25 июня 1946 года Новый Мир в составе Крымской области РСФСР, а 26 апреля 1954 года Крымская область была передана из состава РСФСР в состав УССР. Время включения в состав Родниковского сельсовета пока не установлено (возможно, в 1954 году, когда был образован Родниковский сельсовет): на 15 июня 1960 года село уже числилось в его составе.
Указом Президиума Верховного Совета УССР «Об укрупнении сельских районов Крымской области», от 30 декабря 1962 года Симферопольский район был упразднён и село присоединили к Бахчисарайскому. 1 января 1965 года, указом Президиума ВС УССР «О внесении изменений в административное районирование УССР — по Крымской области», вновь включили в состав Симферопольского. По данным переписи 1989 года в селе проживало 368 человек. С 12 февраля 1991 года село в восстановленной Крымской АССР, 26 февраля 1992 года переименованной в Автономную Республику Крым. С 21 марта 2014 года — в составе Республики Крым России.